# Marta Balletbò-Coll
Marta Balletbò-Coll (L'Hospitalet de Llobregat, Barcelonès, 4 de setembre de 1960) és una actriu, directora, productora i guionista de cinema catalana.

## Biografia
Es va llicenciar en química analítica a la Facultat de Ciències Químiques de la Universitat de Barcelona, va treballar com a periodista entre 1982 i 1986, i posteriorment es traslladà als Estats Units, on va estudiar un Màster (MFA) en Direcció de Cinema a la Universitat de Colúmbia, de Nova York, amb una beca Fulbright-LaCaixa.
Després de treballar com a creativa publicitària en diverses agències estatunidenques va fundar amb Ana Simón Cerezo la productora de cinema Costabrava Films, amb la qual aconseguí realitzar l'any 1995 la seva primera pel·lícula, Costa Brava (Family Album), una comèdia romàntica plena d'ironia que tingué gran èxit en el Festival de Cinema Gai i Lèsbic de San Francisco. També va publicar la novel·la en català Hotel Kempinsky, editada posteriorment en castellà per Editorial Egales el 2002 i coescrita amb Ana Simón Cerezo.
L'any 2006 fou guardonada amb el Premi Nacional de Cinema, concedit per la Generalitat de Catalunya, per la realització de la seva pel·lícula Sévigné.

## Filmografia
| Any       | Títol                                                                                  | Com       | Com       | Com    | Com        | Notes                      |
| Any       | Títol                                                                                  | Directora | Guionista | Actriu | Productora | Notes                      |
| --------- | -------------------------------------------------------------------------------------- | --------- | --------- | ------ | ---------- | -------------------------- |
| 1984      | Una rosa al viento                                                                     |           |           | Sí     |            | llargmetratge              |
| 1984-1985 | El xou de la família Pera                                                              |           | Sí        |        |            | sèrie de TV; 23 episodis   |
| 1985      | Una parella al vostre gust                                                             |           | Sí        |        |            | sèrie de TV; 8 episodis    |
| 1985      | Martí, pare i fill                                                                     |           | Sí        |        |            | telefilm                   |
| 1985-1988 | Si lo sé... no vengo                                                                   |           | Sí        |        |            | concurs de TV; 5 programes |
| 1986      | Estimada Loreto                                                                        |           | Sí        |        |            | telefilm                   |
| 1987      | Amor... salut i feina                                                                  |           | Sí        |        |            | sèrie de TV; 13 episodis   |
| 1991      | Harlequin Exterminator                                                                 | Sí        |           |        |            | curtmetratge               |
| 1995      | Costa Brava (Family Album)                                                             | Sí        | Sí        | Sí     | Sí         | llargmetratge              |
| 1995      | Caminos de Sefarad                                                                     | Sí        | Sí        |        | Sí         | documental                 |
| 1996      | Intrepidíssima                                                                         | Sí        | Sí        | Sí     |            | curtmetratge               |
| 1998      | Carinyo, he enviat els homes a la Lluna (¡Cariño, he enviado a los hombres a la luna!) | Sí        | Sí        | Sí     |            | llargmetratge              |
| 2004      | Sévigné                                                                                | Sí        | Sí        | Sí     |            | llargmetratge              |

## Guardons
Premis
- 1993: Premi del Públic al millor curtmetratge al Festival de Cinema Gai i Lèsbic de San Francisco per Intrepidíssima
- 1995: Premi del Públic a la millor pel·lícula al Festival de Cinema Gai i Lèsbic de San Francisco per Costa Brava (Family Album)[13][14][15]
- 1995: Premi a la millor pel·lícula al Festival de Cinema Gai i Lèsbic de Los Angeles per Costa Brava (Family Album)[13][14]
- 1995: Premi Ciutat de Barcelona per Costa Brava (Family Album)[1]
- 1996: Premi Sant Jordi de Cinematografia per Costa Brava (Family Album)[1]
- 1996: Premi del Públic a la millor pel·lícula al Festival Internacional de Cinema Lèsbic i Feminista de París per Costa Brava (Family Album)[16]
- 2005: Premi Butaca a la millor pel·lícula catalana per Sévigné
- 2006: Premi Nacional de Cinema per Sévigné
- 2006: Premi del Públic a la millor pel·lícula al Festival Internacional de Cinema Lèsbic i Feminista de París per Sévigné[17]

Nominacions
- 2005: Nominació al Premi Butaca a la millor actriu catalana de cinema per Sévigné